# Quentin Boisgard
Quentin Boisgard, né le 17 mars 1997 à Toulouse en France, est un footballeur français qui évolue au poste de milieu offensif au Piast Gliwice.

## Biographie

### Carrière en club

#### Débuts au Toulouse FC
Natif de la ville rose, Quentin Boisgard rejoint les équipes de jeunes du Toulouse FC en 2005 alors qu'il a huit ans.
Encore joueur de l'équipe réserve, Boisgard est convoqué par Dominique Arribagé en décembre 2015. Âgé de dix-huit ans, il fait ses débuts professionnels le 15 décembre 2015 en entrant en jeu durant une victoire 3-1 contre le Stade rennais en Coupe de la Ligue. Il est retenu pour participer au stage de préparation de l'été 2016 mais subit un fracture du métatarse qui freine brutalement sa progression. Revenu de blessure et performant avec la réserve, il signe son premier contrat pro le 14 mars 2017.
Boisgard intègre l'effectif au début de la saison 2017-2018. Il découvre la Ligue 1 le 4 novembre 2017, remplaçant Max-Alain Gradel contre le FC Nantes (défaite 2-1).

#### Prêt au Pau FC
En manque de temps de jeu à Toulouse, Boisgard est prêté au Pau FC, club qui évolue alors en National, le 31 août 2018,. Le milieu s'épanouit au sein de l'équipe paloise. Il dispute 29 matchs, marquant sept buts et délivrant neuf passes décisives. Il est en outre le joueur de National ayant délivré le plus de passes clés. Il est nommé pour ses performances parmi les révélations de la saison 2018-19. Revenant sur son expérience au club, il affirme avoir « passé une année incroyable à Pau ». 

#### Confirmation au TéFéCé
De retour dans son club formateur, Boisgard prolonge son contrat jusqu'en 2022. Le 7 mars 2020, il inscrit son premier but pour le Téfécé ainsi qu'en Ligue 1 lors d'une défaite 2-1 contre le Dijon FC. Il s'agit du premier but toulousain en championnat depuis près de deux mois, symbole de la disette du club qui demeure lanterne rouge. 
Quelques jours plus tard, le championnat est suspendu à cause de la pandémie de Covid-19 qui oblige les Français à rester confinés pendant deux mois. La saison de Ligue 1 est officiellement arrêtée en mai et entérine la descente de Toulouse en Ligue 2.

#### FC Lorient
Le 2 juillet 2020, Boisgard s'engage officiellement en faveur du FC Lorient, tout juste promu en première division. Il paraphe un contrat de quatre ans pour une transaction estimée à plus de deux millions d'euros. Héritant du numéro onze, son nouvel entraîneur Christophe Pélissier dit de lui : « Quentin est un garçon que l’on suit depuis de longs mois. Nous connaissons très bien ses qualités et nous savons ce qu’il peut nous apporter. Il sort de deux belles saisons à titre personnel et j’espère qu’il surfera sur cette même dynamique chez nous. »
Pour son premier match avec les Merlus, Quentin Boisgard est titulaire contre le RC Strasbourg. Il délivre lors de ce match une passe décisive à Yoane Wissa avant de sortir à la 84e minute de jeu.

#### Retour au Pau FC
En janvier 2023, alors qu'il est en manque de temps de jeu avec les Merlus, Boisgard cherche à relancer sa carrière et rejoint le Pau FC pour un second bail. A cette occasion, Boisgard confirme être resté proche du club et de ses anciens coéquipiers et notamment d'Antoine Batisse. Malgré des offres en Ligue 2 et à l'étranger, Boisgard confirme avoir privilégié l'offre paloise pour des raisons affectives.
Le 2 juin 2023, lors du dernier match de la saison, il se blesse au pied (fracture du cinquième métatarse) à dix minutes de la fin du match. C'est donc blessé qu'il retourne à Lorient, où il peut reprendre l’entraînement après trois mois de convalescence, avant que la fracture ne re-casse trois semaines plus tard. Il reprend finalement l’entraînement en mars 2024, dix mois après sa blessure, mais ne rejoue pas le moindre match avec Lorient,.

### Départ pour Chypre puis la Pologne
Le 26 juillet 2024, Quentin Boisgard avec le club chypriote de l'Apollon Limassol.
Après une seule saison à Chypre, il rejoint la Pologne et le Piast Gliwice.

## Statistiques
| Saison                | Club                  | Championnat           | Championnat | Championnat | Championnat | Coupe nationale | Coupe nationale | Coupe nationale | Coupe de la Ligue | Coupe de la Ligue | Coupe de la Ligue | Total | Total | Total |
| Saison                | Club                  | Division              | M.          | B.          | P.d.        | M.              | B.              | P.d.            | M.                | B.                | P.d.              | M.    | B.    | P.d.  |
| 2015-2016             | Toulouse FC           | Ligue 1               | -           | -           | -           | -               | -               | -               | 1                 | 0                 | 0                 | 1     | 0     | 0     |
| 2016-2017             | Toulouse FC           | Ligue 1               | -           | -           | -           | -               | -               | -               | -                 | -                 | -                 | 0     | 0     | 0     |
| 2017-2018             | Toulouse FC           | Ligue 1               | 6           | 0           | 0           | 2               | 0               | 0               | 1                 | 0                 | 0                 | 9     | 0     | 0     |
| 2019-2020             | Toulouse FC           | Ligue 1               | 20          | 1           | 1           | 1               | 0               | 0               | 2                 | 0                 | 1                 | 23    | 1     | 2     |
| Sous-total            | Sous-total            | Sous-total            | 26          | 1           | 1           | 3               | 0               | 0               | 4                 | 0                 | 1                 | 33    | 1     | 2     |
| 2018-2019             | Pau FC (prêt)         | National              | 29          | 6           | 9           | 2               | 0               | 0               | -                 | -                 | -                 | 31    | 6     | 9     |
| 2020-2021             | FC Lorient            | Ligue 1               | 24          | 2           | 2           | 2               | 0               | 0               | -                 | -                 | -                 | 26    | 2     | 2     |
| 2021-2022             | FC Lorient            | Ligue 1               | 25          | 1           | 1           | 1               | 0               | 0               | -                 | -                 | -                 | 26    | 1     | 1     |
| 2022-2023             | FC Lorient            | Ligue 1               | 5           | 1           | 0           | 1               | 0               | 0               | -                 | -                 | -                 | 6     | 1     | 0     |
| 2023-2024             | FC Lorient            | Ligue 1               | -           | -           | -           | -               | -               | -               | -                 | -                 | -                 | 0     | 0     | 0     |
| Sous-total            | Sous-total            | Sous-total            | 54          | 4           | 3           | 4               | 0               | 0               | -                 | -                 | -                 | 58    | 4     | 3     |
| 2022-2023             | Pau FC (prêt)         | Ligue 2               | 18          | 1           | 2           | -               | -               | -               | -                 | -                 | -                 | 18    | 1     | 2     |
| 2024-2025             | Apollon Limassol      | First Division        | 29          | 0           | 2           | 4               | 0               | 0               | -                 | -                 | -                 | 33    | 0     | 2     |
| 2025-2026             | Piast Gliwice         | Ekstraklasa           | 2           | 0           | 0           | -               | -               | -               | -                 | -                 | -                 | 2     | 0     | 0     |
| Total sur la carrière | Total sur la carrière | Total sur la carrière | 158         | 12          | 17          | 13              | 0               | 0               | 4                 | 0                 | 1                 | 175   | 12    | 18    |